# Tomopterus consobrinus
Tomopterus consobrinus är en skalbaggsart som beskrevs av Pierre Émile Gounelle 1911. Tomopterus consobrinus ingår i släktet Tomopterus och familjen långhorningar. Inga underarter finns listade i Catalogue of Life.